# Драконарий
Драконарий (лат. draconarius)  — древнеримский знаменосец, младший офицер в древнеримских кавалерийских отрядах, чьей задачей было нести штандарт дракона  (лат. draco)  -  знамя алы или турмыво время боя (аналогично пехотному сигниферу). 

## История
В римском войске впервые они появились во втором веке нашей эры, в связи с использованием во вспомогательных кавалерийских отрядах сарматов и даков (первое упоминание у Арриана).
Первоначально дракон (или драко) использовался степными народами, такими как сарматы и аланы, а также парфянами и даками (не менее 20 из них изображено на колонне Траяна). Основной его задачей было определение направления ветра для конных лучников. Драко представлял собой длинный шест, увенчанный бронзовой головой дракона с широко раскрытым ртом и привязанной к ней сзади материи, выполненной в форме носка, чтобы когда ветер дул через открытый рот дракона она развевалась в виде змеи. Историк Арриан описывает его как длинный рукав, «сделанный из прошитых и окрашенных кусков ткани». Когда несший его всадник отдыхал, этот рукав свисал вдоль древка, но во время движения он свистел и развевался. Драко использовался также в Византийской империи.